# خواسته (فیلم)
«خواسته» (انگلیسی: Armaan) یا آرمان فیلمی هندی در سبک کمدی-درام است که در سال ۲۰۰۳ منتشر شد. از بازیگران آن می‌توان به آمیتاب باچان، آنیل کاپور، پریتی زینتا و گریسی سینگ اشاره کرد.